# Lubkówek
Lubkówek – część wsi Lubków w Polsce, położona w województwie dolnośląskim, w powiecie bolesławieckim, w gminie Warta Bolesławiecka. Leży na północny wschód od centrum miejscowości.
W latach 1975–1998 miejscowość administracyjnie należała do województwa legnickiego.